# Kubu Gulai Bancah
Kubu Gulai Bancah is een bestuurslaag in het regentschap Bukittinggi van de provincie West-Sumatra, Indonesië. Kubu Gulai Bancah telt 4986 inwoners (volkstelling 2010).